# ساموتینو
ساموتینو (به بلغاری: Samotino) یک منطقهٔ مسکونی در بلغارستان است که در استان وارنا واقع شده‌است.
 ساموتینو  ۲ نفر جمعیت دارد و ۱۳۰ متر بالاتر از سطح دریا واقع شده‌است.